# Hereafter
Hereafter (A partir de ahora), es el título del tercer y más exitoso álbum de la banda rumana de metal Mágica.
Publicado en 2007, bajo el sello de su actual discográfica, AFM Records. Este álbum le abrió a la banda las puertas en Europa, después de haber salido de gira al lado de After Forever, Nightmare, Leaves' Eyes y Apocalyptica, en 2006
De Hereafter se extraen dos sencillos, All waters have the colour of drowning, y Entangled, los cuales tienen sus respectivos videos hechos y subidos por la propia banda.

## Listado de canciones
| N.º | Título                                   | Escritor(es)           | Duración |  |
| 1.  | «All waters have the colour of drowning» | Bogdan Costea;6Fingers | 5:13     |  |
| 2.  | «Turn to Stone»                          | Costea;6Fingers        | 5.19     |  |
| 3.  | «Through Wine»                           | Costea;6Fingers        | 4:25     |  |
| 4.  | «No Matter What»                         | Costea;6Fingers        | 4:35     |  |
| 5.  | «Entangled»                              | Costea;6Fingers        | 3:36     |  |
| 6.  | «This is who I am»                       | Costea;6Fingers        | 4:45     |  |
| 7.  | «The Weight of the World»                | Costea;6Fingers        | 4:51     |  |
| 8.  | «Energy for the Gods»                    | Costea;6Fingers        | 4:39     |  |
| 9.  | «Shallow Grave»                          | Costea;6Fingers        | 4:13     |  |
| 10. | «I remember a day»                       | Costea;6Fingers        | 4:18     |  |
| 11. | «Into Silence»                           | Costea;6Fingers        | 3:26     |  |

### Digipack bonustracks
| N.º | Título                | Escritor(es)    | Duración |  |
| 12. | «Endless»             | Costea;6Fingers | 4:40     |  |
| 13. | «Vrajitoarea Cea Rea» | Costea;6Fingers | 3:37     |  |

## Enlaces
- Hereafter en Spirit of Metal webzine
- Hereafter en Amazom.com

- Datos: Q5241582